# Aleta Baun
Pour les articles homonymes, voir Baun.
Aleta Baun, est une militante environnementaliste indonésienne. Elle est connue pour son engagement pour la protection des forêts sacrées de Mutis Mountain au Timor contre des projets de carrières de marbre. 

## Biographie
Aleta Baun d'origine Mollo, devenue cheffe de sa communauté, sous le nom de "Mama Aleta", s'est engagée dans la défense de la forêt sanctuaire du Mont Mutis dans le kabupaten de Timor central Sud. Luttant contre les projets miniers de carrière de marbre, elle a échappé à une tentative d'assassinat par les autorités locales et dû s'enfuir dans la forêt. En dépit de ces intimidations son mouvement mobilisant plus de 150 femmes occupant le site du projet pendant 1 an, a obtenu l'attention du gouvernement Indonésien et les projets miniers ont été arrêtés en 2010.  

## Distinction
Aleta Baun est l'un des six lauréats 2013 du Prix Goldman de l'Environnement. 